# Käthe und ich: Zurück ins Leben
Zurück ins Leben ist ein deutscher Fernsehfilm von Philipp Osthus aus dem Jahr 2019. Es handelt sich um die dritte Episode der ARD-Reihe Käthe und ich. Die deutsche Erstausstrahlung erfolgte am 11. September 2020 auf dem ARD-Sendeplatz Endlich Freitag im Ersten.

## Handlung
In der Tierarztpraxis fängt ein neuer Tierarzt namens Eric Kendrich an, weil Aaron nun teilweise in der Tierklinik tätig ist. Eric hat vorher in der Tierarztpraxis seines Vaters gearbeitet. Paul kümmert sich indessen um Erina, die mit ihrer Situation im Rollstuhl hadert.
Frau Möller, die inzwischen ehrenamtlich in der Klinik arbeitet, braucht Pauls Hilfe: Sie hat einen jungen Patienten namens Chris, dessen linke Gesichtshälfte seit einem Hubschrauberabsturz vor einem Jahr entstellt ist. Chris hat den Absturz als Einziger überlebt, seine Mutter ist bei dem Unglück umgekommen. Chris zieht sich seitdem nur in seine Wohnung zurück, deren Wände er mit eigenen Bildern bemalt. Sein Vermieter hat ihm gekündigt, weil er den anderen Bewohnern im Haus unheimlich ist.
Beim ersten Kontakt Pauls und Käthes mit Chris spricht Chris Käthe gegenüber von seinem Schwarm namens Lotta, die aber sein Schwärmen nicht erkennt. Paul bietet Chris an, erstmal zu ihm ins Bootshaus zu ziehen, bis seine Situation geklärt ist.
Eric hat indessen den Eindruck, dass Erina sich zu sehr hängen lässt, worauf Erina empört reagiert. Zudem  schlägt Eric Dr. Hunfeld, einen Spezialisten, vor, der auch seinen Bruder behandelt, der im Rollstuhl sitzt.
Jasmina gesteht Aaron, dass sie in ihn verliebt ist. Er lehnt ihre Avancen aber ab, weil er Jule liebt. Jule versucht, Aaron eifersüchtig zu machen, doch er geht erst auf sie ein, als er als Chirurg arbeiten kann und mit sich selbst im Reinen ist.
Paul ermuntert Chris, gemeinsam mit ihm paddeln zu gehen. Durch Paul lernt Chris auch Helena kennen, die gerade ihren Tauchschein macht; beide kommen sich näher.
Unterdessen hat Frau Möller einen Termin mit Chris’ Vermieter, Herrn Stütter. Damit dieser sich in Chris’ Situation hineinversetzen kann, schlägt sie ihm ein Experiment vor: Sie schminkt ihm eine narbige linke Gesichtshälfte, und so gehen beide in die Öffentlichkeit. Nun ist Herr Stütter den rat- und hilflosen Reaktionen der Umgebung ausgesetzt.
Dr. Hunfeld untersucht Erina und sieht keinen Grund, warum sie nicht wieder laufen könnte; ein paar Stunden Reha pro Woche würden allerdings nicht ausreichen, um ihren Trainingszustand zu verbessern. Ihre Karriere als Primaballerina hält er dagegen für beendet.
Währenddessen erklärt Herr Stütter Frau Möller, dass er durch das Experiment nun Chris’ Situation verstehen kann, er aber trotzdem an der Kündigung festhält, weil er auf eine stabile Mieterschaft angewiesen ist.
Eric weist Jasmina drauf hin, als Aaron und Jule eines Tages in der Praxis knutschen, um Jasmina die Augen zu öffnen.
Paul hält es für eine gute Idee, wenn Chris sein Abitur nachholen würde; Chris jedoch hat Angst, dann den Anfeindungen seiner Mitmenschen ausgesetzt zu sein. Schließlich nimmt er seinen Mut zusammen und teilt Paul mit, dass er wieder in die Schule möchte. Als er sich mit seinen Narben seiner neuen Klasse vorstellt, wird er von seinen neuen Mitschülern akzeptiert. Auch mit Helena kommt er zusammen.

## Hintergrund
Zurück ins Leben wurde unter dem Arbeitstitel Das Phantom von der Müritz zusammen mit der vierten Folge Papakind vom 7. August bis zum 10. Oktober 2019 in Waren an der Müritz, Berlin und Brandenburg gedreht. Produziert wurde der Film von der Bavaria Fiction GmbH.

## Rezeption

### Einschaltquote
Die Erstausstrahlung am 11. September 2020 im Ersten wurde von 3,82 Millionen Zuschauern gesehen, was einem Marktanteil von 14,1 % entspricht.

### Kritiken
Die Kritiker der Fernsehzeitschrift TV Spielfilm zeigten mit dem Daumen geradeaus und vergaben für Humor und Spannung je einen von drei möglichen Punkten. Das Fazit lautete: „Sympathische Figuren, zu aufgesetzter Plot“.